# Chas Smash
Chas Smash, de son vrai nom Cathal Joseph Patrick Smyth, né le 14 janvier 1959 à Londres, est connu pour être le trompettiste du groupe de ska britannique Madness.

## Biographie
Cathal Smyth, dit Chas Smash, naît le 14 janvier 1959 dans la capitale britannique, Londres. À l'âge de 17 ans, en 1976, il fonde un groupe de ska nommé The Invaders et composé de Mike Barson, Chris Foreman et Lee Thompson, qui deviendra Madness dès l'arrivée de Graham « Suggs » McPherson, Mark Bedford et Dan Woodgate en janvier 1979. 
En 1982, il coécrit le plus grand succès du groupe, Our House. Le groupe se sépare en 1986, et dès lors, Chas Smash fera partie des différentes reformations à partir de 1988.